# FC Samgurali Tskhaltoubo
Maillots
Actualités
Le Football Club Samgurali Tskhaltoubo (en géorgien : საფეხბურთო კლუბი სამგურალი წყალტუბო), plus couramment abrégé en Samgurali Tskhaltubo, est un club géorgien de football fondé en 1945 et basé dans la ville de Tskhaltoubo.

## Histoire
Le club est fondé en 1945. 

## Bilan sportif

### Palmarès
| Compétitions nationales |
| --- |
| \| - Coupe de Géorgie : - Finaliste : 1999, 2020 et 2021. - Championnat de Géorgie D2 (1) : - Champion : 1996. - Vice-champion : 1997, 2004 et 2020. \| |
| - Coupe de Géorgie : - Finaliste : 1999, 2020 et 2021. - Championnat de Géorgie D2 (1) : - Champion : 1996. - Vice-champion : 1997, 2004 et 2020.       |

## Personnalités du club

### Présidents du club
- Mikheil Iashvili

### Entraîneurs du club
- Gia Gigatadze
- Amiran Vardanidze
- Ucha Sosiashvili